# Frans Kempenaars
Franciscus Antonius Josephus (Frans) Kempenaars (Cromvoirt, 26 april 1902 – Tilburg, 8 oktober 1981) was een Nederlands burgemeester.
Kempenaars was van 1945 tot 1947 waarnemend burgemeester van Empel en Meerwijk en (tevens) van 1946 tot 1971 burgemeester van Engelen (vanaf zijn pensionering in mei 1967 tot de opheffing van deze gemeente in 1971 in de hoedanigheid van waarnemend burgemeester).
Beide Noord-Brabantse gemeenten gingen in 1971 op in de gemeente 's-Hertogenbosch. Kempenaars overleed eind 1981 op 79-jarige leeftijd.